# Chromatická harmonika

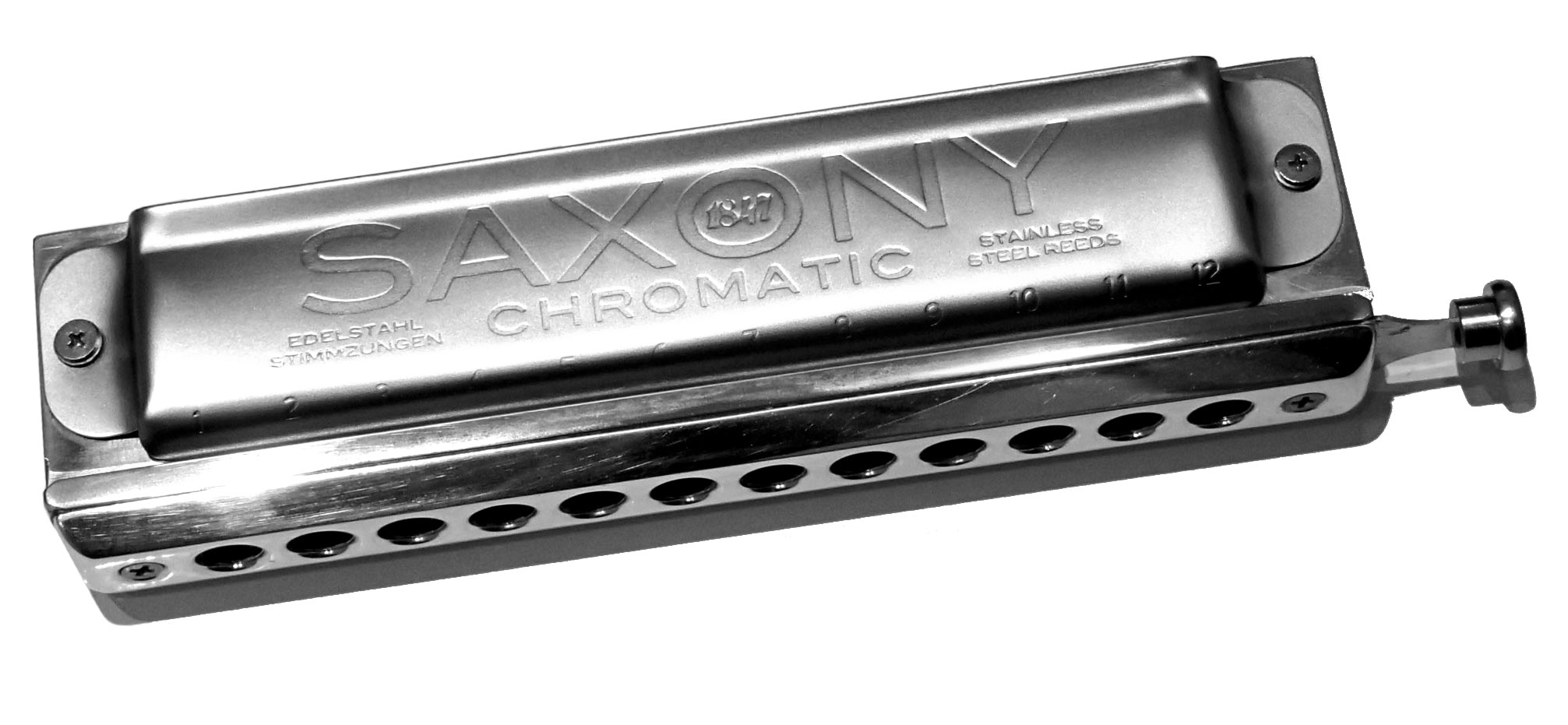
Chromatická harmonika

Chromatická harmonika je malý dechový a jazýčkový hudební nástroj. Lze na ni hrát vše, od nejjednodušších lidových písní po nejobtížnější skladby vážné hudby. Stejně jako s lidským hlasem, můžeme s tóny harmoniky kreativně pracovat. Díky tomu je hra každého hráče jedinečná a originální. S dobrým návodem je možné zahrát první lidovou píseň už za několik minut.

## Chromatika versus diatonika

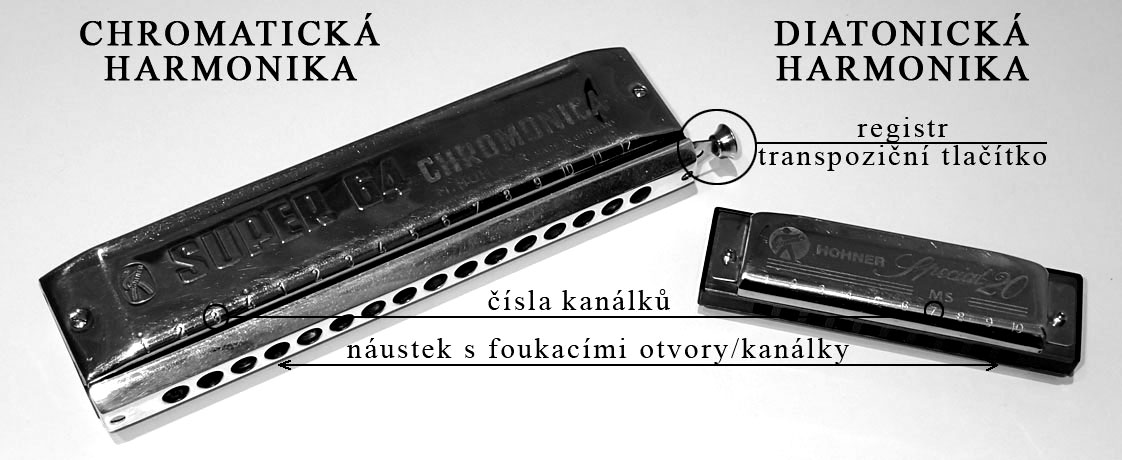
Chromatika a diatonika

Chromatická harmonika je větší než diatonická (nejčastěji s 12 dírkami). Na pravé straně má registr – posuvník, který stlačením tvoří půltóny, resp. zvýší celou řadu tónů o půltón. Proto je také někdy označována jako půltónová harmonika. Postupně se vyvinula z diatonické harmoniky, ale na rozdíl od ní dovoluje zahrát všechny tóny a půltóny dvanácti-půltónové chromatické soustavy (jako piano). Umožňuje dokonalou jednohlasou sólovou hru.
Diatonické harmoniky, jak jejich název napovídá, mohou zahrát jen tóny jedné stupnice. Hráči jich proto mají obvykle více – v různém ladění. Důležitou technikou hry na diatonickou harmoniku je „ohýbání tónů“, díky kterému má hráč k dispozici více tónů a půltónů.

Chromatické harmoniky mohou být také v různém ladění (C-dur, G-dur, F-dur), ale standardně je využíváno C-dur. Také mohou mít různý počet dírek a tím i různý počet tónů.
- 10 otvorů = 40 tónů;
- 12 otvorů = 48 tónů;
- 16 otvorů = 64 tónů.

## Využití chromatické harmoniky
1. Slouží k základnímu instrumentálnímu vyučování hudby a má výchovnou hodnotu. Podporuje hudební cítění, tříbí smysl pro melodii, intonaci a rytmus.
2. Plní funkci výrazového prostředku vlastní hudební činnosti až k virtuosním výkonům. Sólovou foukací harmoniku je možné doprovázet různými hudebními nástroji. Záleží na typu hudby. Nejčastěji je doprovázena klavírem, kytarou, kontrabasem a bicími. V zemích, kde je foukací chromatická harmonika populární, se objevuje v doprovodu symfonického orchestru. V zahraničí jsou oblíbená sdružení složená jen z foukacích harmonik. Nejčastěji harmoniková tria a kvarteta.[2]

## Výuka a tabulatury

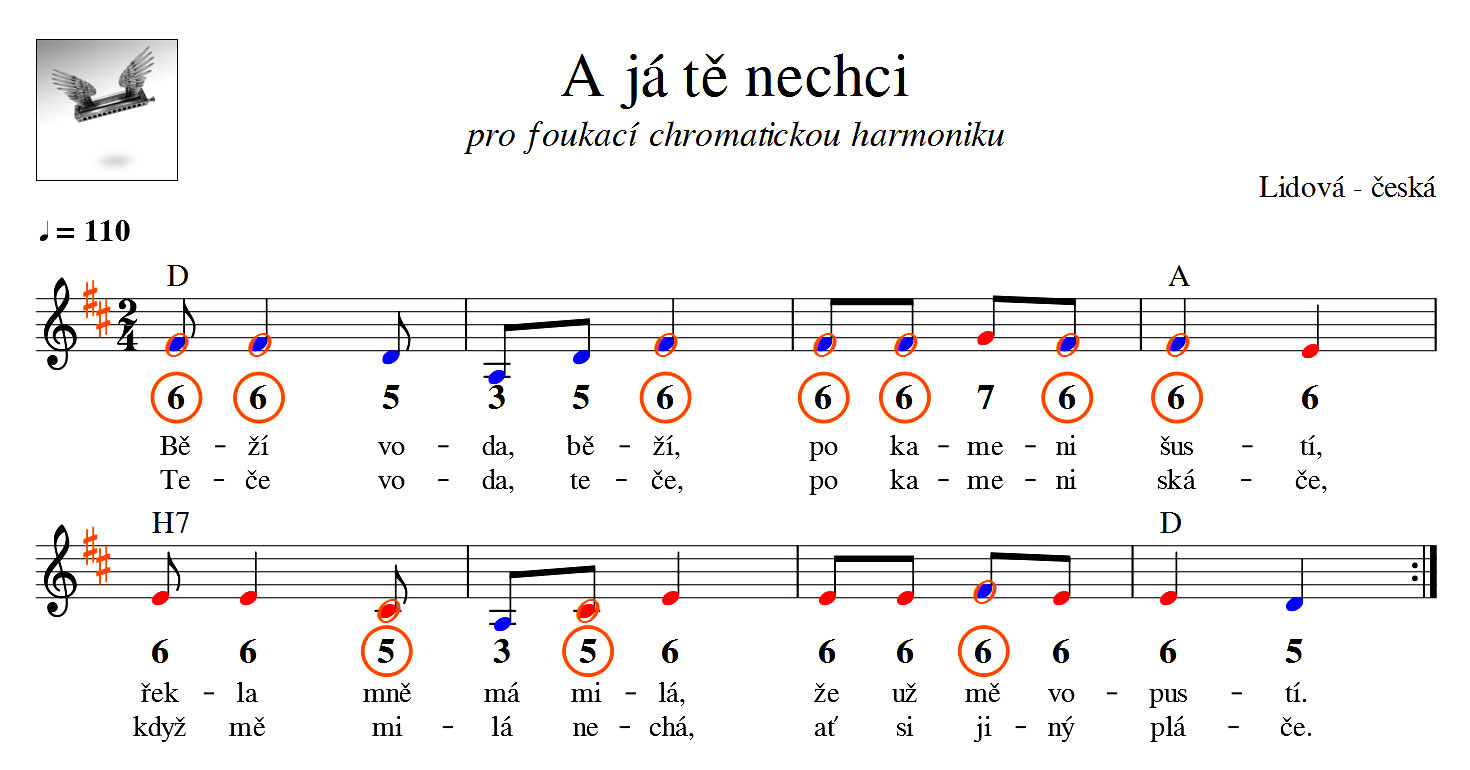
Tabulatura

Pro výuku hry na foukací chromatickou harmoniku je nezbytný návod – tabulatura. Nástroj pokrývá 3 oktávy (včetně půltónů) na velmi malém prostoru. Hraní poněkud komplikuje to, že hráč nevidí, kam fouká. Tabulatura informuje hráče především o čísle kanálku a směru dechu. Červená nota značí foukání (výdech), modrá nádech. Zmáčknutí registru je označeno kroužkem. Díky programu může hráč písně přehrávat. Samouk se tak vyhne chybám, se kterými by se jinak potýkal: drilování melodie se špatnými tóny, nedodržování rytmu, zapomínání na pomlky, špatná délka tónů, ignorování repetic… Hráč se učí podle tabulatur nejprve jednoduché písničky bez půltónů a postupně přidává stupnice s křížky a béčky až po obtížné skladby vážné hudby. Pokročilí hráči, kteří zvládnou všechny stupnice, pracují na svém hudebním projevu a ke hře přidávají řadu náročných efektů. Foukací chromatická harmonika může hraní do jisté míry zautomatizovat. Oko si zapamatuje notu (její umístění v notové osnově), uši si zapamatují tón. Na základě toho se ústa naučí umístění tónu na foukací harmonice. Hlava zkoordinuje pohyb úst, ruky a dechu. Má-li hráč toto vše dostatečně zažité, dokáže zahrát skladbu z notového zápisu, aniž by ji předtím znal. Dokáže také zahrát melodii, kterou uslyší, aniž by ji znal, nebo k ní měl noty.

## Interpreti
Lubomír Pleva – český hudebník a čtyřnásobný mistr světa. Hrál klasickou hudbu, jazz, swing i populární hudbu na různé druhy harmonik. Byl primášem cimbálové muziky, hrál s předními československými orchestry. Spolupracoval s rozhlasem i televizí. Kolem roku 1960 zpopularizoval v Česku hru na foukací harmoniku. Spolu s Milanem Kunou vytvořili učebnici Foukací harmonika. Stal se jedním z nejuznávanějších hráčů na foukací harmoniku ve světě. Často vystupoval v zahraničí.
Mezi světové hráče na chromatickou harmoniku patří například: Yasuo Watani, Cy Leo, Tommy Reilly, Larry Adler, Jean „Toots“ Thielemans, Antonio Serrano, Stevie Wonder, Franz Chmel, Hendrik Meurkens, Sigmund Groven, Rossini Willi Burger, George Smith.